# Jan Śniadecki
Jan Śniadecki (n. 29 august 1756 – d. 9 noiembrie 1830) a fost un matematician de origine poloneză, fiilosof și astronom la sfârșitul secolului al XVIII-lea și începutul secolului al XIX-lea. Născut în Żnin, Śniadecki a studiat la Universitatea din Cracovia și Paris. El a fost rector al Universității Imperiale din Vilnius, membru al Comisiei Educației Naționale și director al observatoarelor astronomice din Cracovia și Vilnius. A murit la Jašiūnai Manor în apropiere de Vilnius.
Śniadecki a publicat multe lucrări, incluzând observațiile sale asupra planetelor recent descoperite. Lucrarea O rachunku losów (On the Calculation of Chance, 1817) a fost o lucrare de început în domeniul probabilității.
A avut un frate pe nume Jędrzej Śniadecki.

## Lucrări
- "Rachunku algebraicznego teoria" (1783)
- "Geografia, czyli opisanie matematyczne i fizyczne ziemi" (1804)
- "Rozprawa o Koperniku" (Discourse on Nicolaus Copernicus, biography, 1802)
- "O rachunku losów" (1817)
- "Trygonometria kulista analitycznie wyłożona" (1817)
- "O pismach klasycznych i romantycznych", Dziennik Wileński (1819)
- "Filozofia umysłu ludzkiego" (1821)